# Kamienica przy ul. Ludowej 25a w Szczecinie
Kamienica przy ul. Ludowej 25a – budynek mieszkalny, który znajdował się przy ulicy Ludowej 25a, na osiedlu Drzetowo-Grabowo, w szczecińskiej dzielnicy Śródmieście. Była to jedna z dwóch zachowanych kamienic z przedwojennej zabudowy mieszkalnej dzisiejszej ulicy Ludowej (obok kamienicy przy ul. Ludowej 1) i jedyna z zachowanym wystrojem sztukatorskim.

## Historia
Kamienicę wzniesiono w końcu XIX wieku. Jako jeden z nielicznych budynków przetrwała bombardowanie zabudowy Alte Vulcanstraße w czasie II wojny światowej. Po wojnie przez podwórze kamienicy poprowadzono torowisko tramwajowe. W 2010 r. z budynku wysiedlono lokatorów, a latem 2014 r. wykonano jego prace rozbiórkowe. Współcześnie w miejscu kamienicy znajduje się niezagospodarowany plac.  

## Opis
Kamienica była obiektem czterokondygnacyjnym, dziewięcioosiowym. Brama wejściowa do budynku umieszczona była w środkowej osi. Poszczególne kondygnacje kamienicy rozdzielone były poziomymi gzymsami. Pierwsze piętro budynku ozdobiono boniowanem. Wszystkie okna na drugim piętrze zwieńczone były półokrągłymi naczółkami. Na trzecim piętrze dwie pierwsze osie, dwie ostatnie i środkowa ukoronowane były trójkątnymi naczółkami, a pozostałe półokrągłymi. Dodatkowo otwory okienne tej kondygnacji obramowane były opaskami. Fasadę rozgraniczono od dachu gzymsem koronującym. Poddasze kamienicy doświetlało siedem lukarn. Elewacja budynku od strony podwórza pozbawiona była wystroju.